# Гатчиська
Гатчиська (пол. Hatczyska; укр. Гатчиська) — частина села Тимін у Польщі, в Люблінському воєводстві Томашівського повіту, ґміни Тарнаватка.

## Історія
Первісним населенням Гатчиська були русини-лемки, які компактно проживали на своїх історичних землях. 